# Carlos III Filipe, Eleitor Palatino
Carlos III Filipe, Eleitor Palatino (em alemão:  Karl III. Philipp, Kürfurst von der Pfalz), (Neuburgo, 4 de novembro de 1661 — Mannheim, 31 de dezembro de 1742) foi um príncipe da dinastia de Wittelsbach. Era Eleitor Palatino, Duque do Palatinado-Neuburgo e Duque de Jülich e Berg, reinando nos seus estados entre 1716 e 1742. Até 1728 Carlos III Filipe foi também conde de Megen (nos Países Baixos).

## Biografia
Nascido em Neuburgo do Danúbio, Carlos Filipe foi o sétimo filho das 17 crianças nascidas do casamento de Filipe Guilherme, Eleitor Palatino e de Isabel Amália de Hesse-Darmstadt.
Embora Carlos Filipe se tenha tornado, aos 14 anos, clérigo em Colónia, em 1677 em Salzburg e, por fim, em 1679 em Mainz, nunca chegou a ser ordenado. Em vez disso, iniciou uma carreira militar em 1684. Mais tarde juntou-se aos Habsburgo nas guerras contra os Turcos (1691-1694), sendo promovido a marechal de campo. Em 1712 foi nomeado Governador da Áustria Anterior, em Innsbruck.
Carlos Filipe sucedeu ao irmão João Guilherme, Eleitor Palatino quando este morreu em 1716, e de imediato expulsou a amante do irmão, Doroteia von Velen, do palácio eleitoral. Ele mudou a capital do Eleitorado de Heidelberga para a nova cidade de Mannheim em 1720, não sem antes promover o seu favorito Bobo da corte, Perkeo de Heidelberga, a encarregado das adegas do castelo.
Para reforçar a união de todas as linhas dos Wittelsbach, Carlos Filipe organizou alianças matrimoniais envolvendo diferentes ramos da sua dinastia. Em 17 de janeiro de 1742 organizou o casamento da sua neta, Isabel Augusta de Sulzbach com Carlos Teodoro do Palatinado-Sulzbach. Também preparou o consórcio de sua irmã Maria Ana com o príncipe bávaro Clemente da Baviera. Paralelamente, na eleição imperial de 1742, Carlos III Filipe votou a favor do seu primo bávaro, o Príncipe-Eleitor Carlos Alberto.
Com a sua morte, em dezembro de 1742, extinguiu-se a linha do Palatinado-Neuburgo, pelo que todos os seus estados (que incluía o Eleitorado do Palatinado, o ducado de Neuburgo e os ducados de Jülich e Berg) foram herdados pelo seu primo Carlos IV Teodoro, da linha do Palatinado-Sulzbach dos Wittelsbach.
Outra neta de Carlos Filipe, Maria Francisca de Sulzbach, casou mais tarde com Frederico Miguel do Palatinado-Zweibrücken. Deste casamento nasceu Maximiliano José do Palatinado-Zweibrücken que se tornou herdeiro da linha do Palatinado-Sulzbach vindo, mais tarde, a ser o primeiro Rei da Baviera.

## Mecenas das artes
Em Mannheim, Carlos III Filipe, e depois o seu sucessor, Carlos IV Teodoro, organizaram a que foi considerada como a melhor orquestra de toda a Europa. Sob a liderança de músicos como Johann Stamitz e Carlo Grua, a orquestra de Kasapelle era louvada por músicos como Leopoldo e Wolfgang Amadeus Mozart.

## Casamentos e descendência
Carlos III Filipe casou três vezes:
Em Berlim, a 10 de agosto de 1688, casou com Luísa Carolina Radziwiłł, condessa viúva do Brandeburgo e rica herdeira na Lituânia, de quem teve quatro filhos.

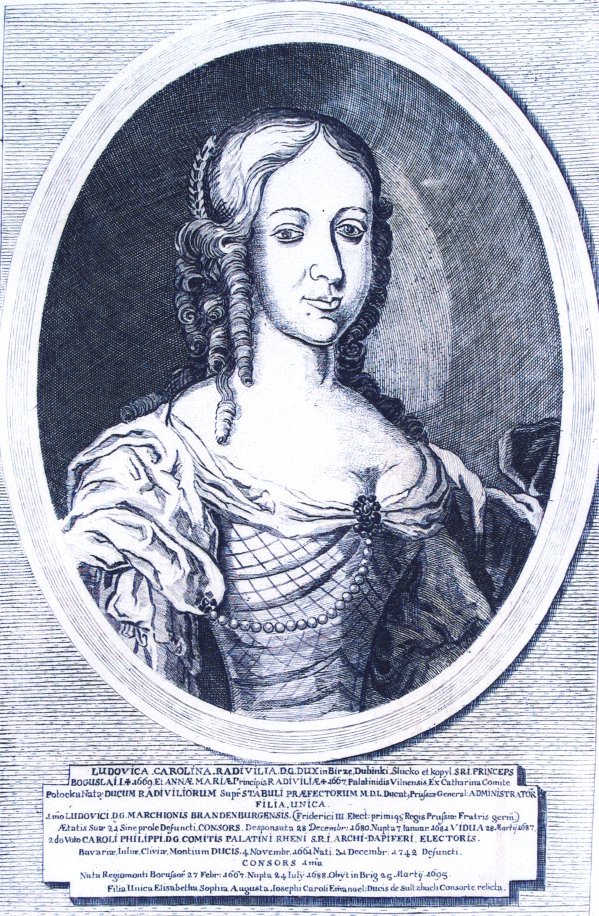
Luísa Carolina Radziwiłł, uma ilustração de Icones familiae ducalis Radvilianae.

Em Cracóvia, a 15 de dezembro de 1701, casou em segundas núpcias com a princesa Teresa Lubomirska, herdeira de Ostroh. Tiveram duas filhas.

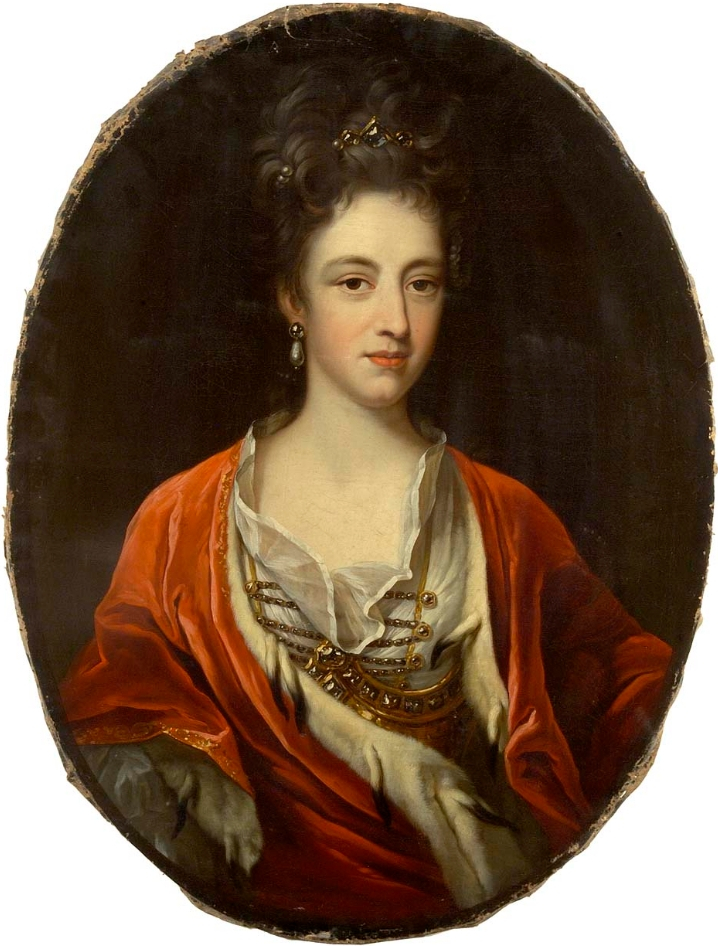
Teresa Catarina Lubomirska, Princesa do Palatinado.

Em 1728, casou em terceiras núpcias com a condessa Violante Teresa (1683–1734), filha do conde Filipe Guilherme de Thurn und Taxis, e de sua mulher a condessa Maria Adelaide von Aham zu Wildenau. Este casamento sem geração, foi considerado morganático, uma vez que o ramo de Augsburgo da riquíssima família Thurn und Taxis só foi elevado à categoria de barão em 1657 e foram feitos condes do Sacro Império Romano-Germânico em 1701. Mas Violante recebeu o título honorário de Princesa do imperador Carlos VII em 1733.
|                              |                                     | Nascimento             | Morte                   |
| ---------------------------- | ----------------------------------- | ---------------------- | ----------------------- |
| Com Luísa Carolina Radziwiłł |                                     |                        |                         |
| 1                            | Leopoldina Leonor Josefina          | 27 de dezembro de 1689 | 8 de março de 1693      |
| 2                            | Maria Ana                           | 7 de dezembro de 1690  | 1692                    |
| 3                            | Isabel Augusta                      | 17 de março de 1693    | 30 de janeiro de 1728   |
| 4                            | Filho natimorto                     | 22 de março de 1695    | 22 de março de 1695     |
| Com Teresa Lubomirska        |                                     |                        |                         |
| 5                            | Teófila Isabel Francisca Felicidade | 13 de novembro de 1703 | 31 de janeiro de 1705   |
| 6                            | Ana Isabel Teófila                  | 9 de junho de 1709     | 10 de fevereiro de 1712 |

## Relações Familiares
Pelo casamento de cinco das suas irmãs, Carlos III Filipe tornou-se parente dos principais monarcas católicos Europeus:
- em 1676, Leonor Madalena de Neuburgo, a irmã mais velha, casou com o imperador Leopoldo I, de quem descendem os últimos imperadores Habsburgo e os Habsburgo-Lorena;
- em 1687, Maria Sofia Isabel de Neuburgo, casou com o rei Pedro II de Portugal, de quem descende a Casa de Bragança;
- em 1689, Maria Ana de Neuburgo, casou com o rei Carlos II de Espanha, sem geração;
- em 1690, Doroteia Sofia de Neuburgo, casou com Eduardo, Príncipe herdeiro de Parma, foram pais de Isabel Farnésio, de quem descendem os Bourbon-Espanha;
- em 1691, Edviges Isabel de Neuburgo, casou com o príncipe polaco Jaime Luís Sobieski, de quem descendem os pretendentes Jacobitas ao trono do Reino Unido e os Duques Soberanos de Bulhão.